# Éditions Fabert
Fabert est une entreprise créée en 1953 à partir du Centre national de documentation sur l'enseignement privé (CNDEP), en publiant un annuaire des établissements scolaires non publics, nommé initialement Guide Bereny (puis Guide Fabert par référence à l'adresse du 20 rue Fabert à Paris), imprimé chaque année de 1953 à 2008 (la dernière édition sur papier se composait de 8 volumes). La base de données est désormais accessible en ligne.
À partir de 2004, l'entreprise ajoute à ses activités traditionnelles l'édition d'ouvrages, classiques réédités ou nouveautés, dans le domaine de la pédagogie, de l’orientation et de la place de l’enfant dans la société.

## Programme éditorial

### Collections
- Aide aux apprentissages
- Chant du regard
- Des liens pour s'épanouir (dirigée par David Dutarte)
- Droits de l'enfant
- Éducation et sciences[2]
- Hors collection
- Janusz Korczak (dirigée par Zofia Bobowicz)
- Je veux mon histoire (dirigée par Jean-Paul Mugnier)
- L'école autrement
- Le Fabert
- Les cahiers de l'architecture scolaire
- Ma vie en marche
- Pédagogues du monde entier (dirigée par Jean Houssaye)
- Penser le monde de l'enfant (dirigée par Jean-Paul Mugnier)
- Profs en liberté
- Psychothérapies créatives (dirigée par Jean-Paul Mugnier)
- Quand les parents s'en mêlent
- Roman
- Temps d'Arrêt / Lectures (dirigée par Vincent Magos)

### Périodiques
- Éducation Magazine

### Auteurs
- Jacques Thomet
- François Baluteau
- Christophe Baroni
- Jorge Barudy
- Benoit Bastard
- Jacques Belleau
- Jean-Pierre Bellon
- Maurice Berger
- Marie José Bernanose - Van Gheluwe
- Marc Berthou
- Yves Bertrand
- Pascal Bouchard
- Martine Bovay
- Francesco Bruni
- Geneviève Bruwier
- Françoise Cadol
- Philippe Caillé
- Benoît Castillon du Perron
- Michel Chevillon
- André Ciavaldini
- Stefano Cirillo
- Édouard Claparède
- Yann Couëdel
- Roger Cousinet
- Boris Cyrulnik
- Marie Couvert
- Anne-Françoise Dahin
- Paul Dandelot
- Ivy Daure
- Micheline Debus
- Ovide Decroly
- Michel Delage
- Pierre Delion
- John Dewey
- Paola Di Blasio
- Diane Drory
- Dany-Robert Dufour
- Georges Durand
- Marie-Paule Durieux
- Émile Durkheim
- Mony Elkaïm
- Danièle Epstein
- Isabelle Falardeau
- Adolphe Ferrière
- Friedrich Foerster
- Jean-Marie Forget
- Thierry Foucart
- Christine Frisch-Desmarez
- Michel Galasse
- Bertrand Gardette
- Bernard Golse
- Marie-Hélène Graber
- Anne Grobéty
- Nicole Guedeney
- Pascale Gustin
- Lucien Halin
- Susann Heenen-Wolf
- Charles Heim
- Christine Henniqueau-Mary
- Jean Houssaye
- Olivier Ivanoff
- Yveline Jaboin
- Didier Janssoone
- Philippe Jeammet
- Jesper Juul
- Jigorō Kanō
- Johann Heinrich Pestalozzi
- Jean-Claude Quentel
- Pauline Kergomard
- Janusz Korczak
- Jean-Yvon Lafinestre
- Gabriel Langouët
- François Lebigot
- Jean-Pierre Lebrun
- Alain Léger
- Christine Machiels
- Marc Gérard
- Sophie Marinopoulos
- Blanche Martire
- Maurice Mazalto
- Claude Mesmin
- Pascal Minotte
- Françoise Molénat
- Marie-Rose Moro
- Jean-Paul Mugnier
- Claude Nachin
- Dominique Natanson
- David Niget
- Luigi Onnis
- Laurent Ott
- Dominique Ottavi
- Cécile Ouvrier-Buffet
- Gaëlle Pério
- Alain Pierrot
- Hélène Romano
- Francine Rosenbaum
- Bruno Poucet
- David Puaud
- Yveline Rey
- Pierre Riché
- Catherine Stern Sanson
- Bénédicte de Sauville
- Claude Seron
- Blandine Serra
- Marie-José Soubieux
- Claude Thélot
- Irène Théry
- Albert Thierry
- Dominique Thouin
- Serge Tisseron
- Alain Trouvé
- Josiane Valin
- Catherine Vasselier-Novelli
- Jean-Pierre Vouche
- Philippe Wallon
- Annette Watillon